# تانکا

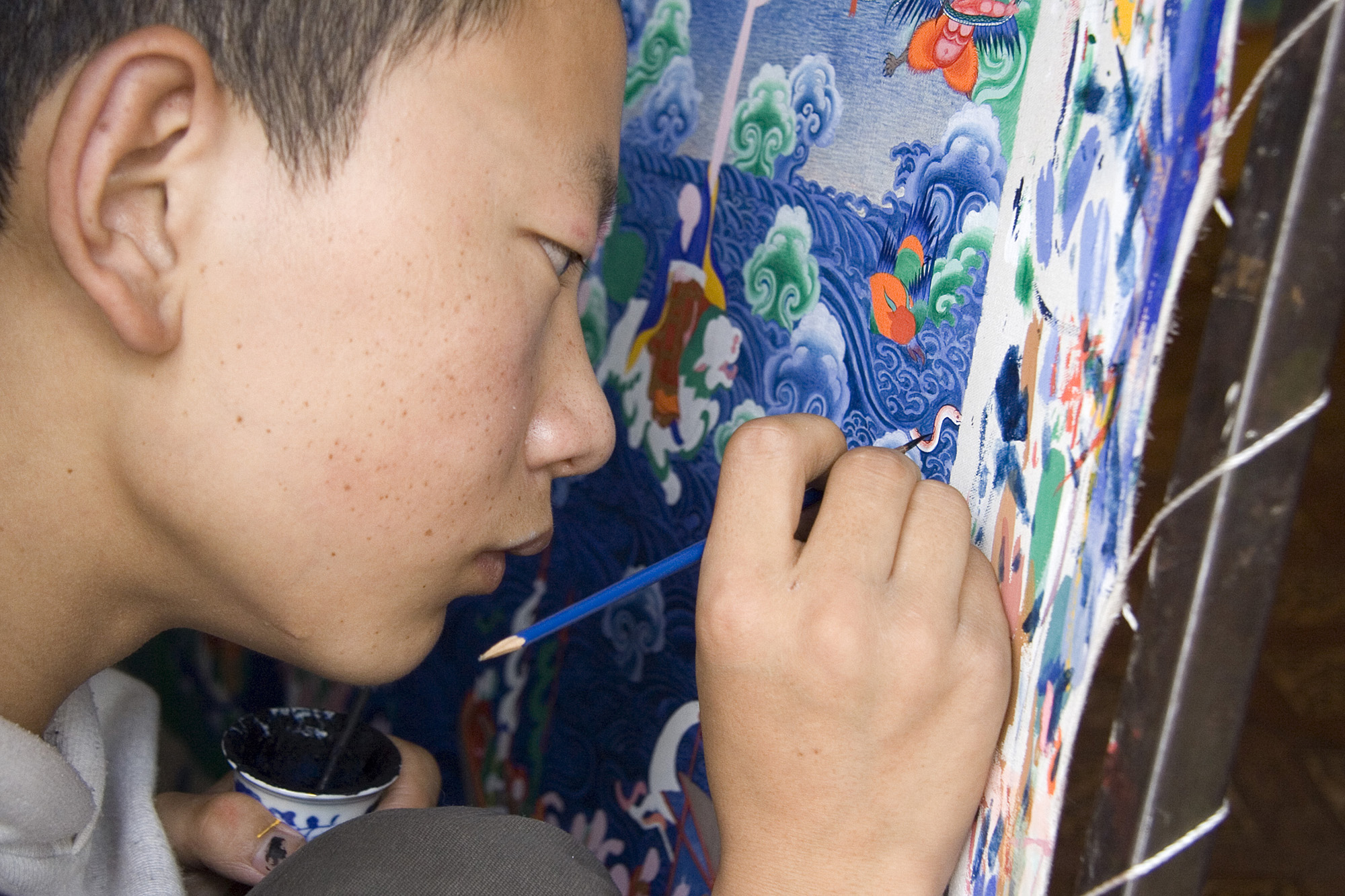
نقاشی تانکا در لهاسا، تبت

تانکا نقاشی است که بودایی های تبت از خدایان خود، ماندالا یا اتفاقات آیینی، روی پارچه های نخ و ابریشم رسم می کنند. از نگاره های بسیار ظریفی در طراحی این تصاویر استفاده می شود و در اغلب موارد راهبان در صومعه ها برای تمرکز و مراقبه از آن ها استفاده می کنند. این نقاشی ها روی یک پارچه زمینه یا بوم قرارداده می شود و اغلب قاب نمی‌شود پارچه ابریشمی روی آن می اندازند و آن را لوله می کنند. با رعایت این دقت ها در نگه داری، تانکا معمولاً عمر زیادی دارد به شرط این که در جای خشک نگهداری شود و رطوبت، آن را ضایع نکند. تانکا معمولاً بسیار کوچک است ولی تانکاهای بسیار بزرگ هم وجود دارد که برای برگزاری برخی آیین ها بر دیوار معابد به نمایش در می آید. اغلب یکی از خدایان بزرگ در مرکز نقاشی است و سایر خدایان در اطراف او. تانکاهایی که روایت های آیینی را نشان بدهد موجود است ولی کمتر نقاشی می شود.